# Respect (Lied)
Respect ist ein Lied des US-amerikanischen Sängers Otis Redding aus dem Jahr 1965. In der Fassung von Aretha Franklin aus dem Jahr 1967 wurde der Titel ein Millionenseller der Soulmusik.

## Entstehung
Otis Reddings drittes Studioalbum Otis Blue: Otis Redding Sings Soul wurde mit Tom Dowd als Toningenieur in produktiven Sessions an lediglich drei Tagen bei Stax Records in Memphis (Tennessee) produziert. Zu jener Zeit bestand bereits eine bluesorientierte Monofassung von Respect, denn am 9. Juli 1965 wurde der Titel nochmals in Stereo aufgenommen.
Getextet und komponiert wurde das Stück von Redding selbst. Für die Produktion zeichneten Yves Beauvais und Steve Cropper verantwortlich. Redding wurde bei der Aufnahme begleitet von Wayne Jackson und Gene „Bowlegs“ Miller (Trompete), Andrew Love (Tenorsaxophon), Floyd Newman (Baritonsaxophon), Isaac Hayes (Piano), Booker T. Jones (Orgel), Steve Cropper (Gitarre), Donald „Duck“ Dunn (elektr. Bass), Al Jackson, Jr.(Schlagzeug) und Earl Sims (Begleitgesang). Jene Sessionband setzte sich aus dem Kern der Instrumentalgruppe Booker T. & the M.G.’s und den Memphis Horns zusammen, die in dieser Konstellation als Begleitung bei Stax-Aufnahmen getrennt oder zusammen fungierten.

## Veröffentlichung
Die Erstveröffentlichung von Respect erfolgte als Single am 15. August 1965 bei Volt Records. Diese erschien in ihrer Standardausführung als 7″-Single mit der B-Seite Ole Man Trouble (Katalognummer: V-128). Im Vereinigten Königreich erschien fünf Tage eine Singleausführung mit der B-Seite 	I’ve Been Loving You Too Long (To Stop Now) (Katalognummer: Atlantic AT 4039). Am 15. September 1965 erschien das Lied als Teil von Otis Blue: Otis Redding Sings Soul (Katalognummer: Volt 412), dem dritten Studioalbum von Redding.

## Inhalt und Stil
Der Song handelt von dem Respekt und der Anerkennung, den der Sänger von seiner Frau erwartet, wenn er von der Arbeit nach Hause kommt. Reddings Version bestand lediglich aus Strophen und Refrain, nicht jedoch aus einer Liedbrücke. Ungewöhnlich auch das hohe Tempo des sonst auf Soul-Balladen spezialisierten Komponisten Otis Redding.
Selbst viele Amerikaner rätselten über die nur in Franklins Version vorkommende Abkürzung:
R-E-S-P-E-C-T
Find out what it means to me
R-E-S-P-E-C-T
Take care ... TCB
Die letzte Zeile wird zuweilen als „Take Out, TCP“ fehlinterpretiert, und die meisten Notenveröffentlichungen, die den Text enthalten, übernehmen die falsche Variante. „R-E-S-P-E-C-T“ und „T-C-B“ tauchen in Reddings Originallied nicht auf, aber wurden in einigen seiner späteren Live-Auftritte mit den Bar-Kays übernommen.
„TCB“ ist eine bis zu den 1970ern gebräuchliche Abkürzung, die Taking Care (of) Business (in Deutsch etwa sich um eine Angelegenheit kümmern) bedeutet und vor allem in der afroamerikanischen Kultur weitverbreitet genutzt wurde. Dennoch war es außerhalb dieser Kultur etwas weniger bekannt, was eine mögliche Erklärung liefert, warum es von einigen Transkriptoren von Franklins Musik nicht erkannt wurde. Auch Elvis Presleys so genannte Memphis-Mafia verschrieb sich dem Motto des „TCB“; sie erledigte alles, was und wann er es wollte. Einer seiner Privatjets beinhaltete diese Aufschrift, und seine letzte Begleitband nannte sich TCB Band.

## Chartplatzierungen
| ChartsChartplatzierungen       | Höchstplatzierung | Wochen |
| ------------------------------ | ----------------- | ------ |
| Vereinigte Staaten (Billboard) | 35 (11 Wo.)       | 11     |

## Coverversionen

### Coverversion von Aretha Franklin
Produzent Jerry Wexler sah im Song noch mehr Crossover-Potenzial und produzierte ihn mit Aretha Franklin, die ihre Version am 14. Februar 1967 in New York City aufnahm. Es entstand eine gospelorientierte Fassung mit Co-Produzent Arif Mardin. Franklin wurde dabei begleitet von der Muscle Shoals Rhythm Section, einer Sessionband aus den Fame Recording Studios: Melvin Lastie (Trompete), Charlie Chalmers (Tenorsaxophon), King Curtis (Tenor- und Altsaxophon), Dewey „Spooner“ Oldham (Orgel, Piano und elektrisches Klavier), Jimmy Johnson (Gitarre), Tommy Cogbill (elektr. Bass), Roger Hawkins (Schlagzeug) und dem Begleitchor der The Sweet Inspirations (mit Franklins Schwestern Carolyn und Erma). In ihrer Version spielt King Curtis einen Teil aus When Something is Wrong With My Baby von Sam & Dave, der als Liedbrücke fungiert.
Franklin singt einen veränderten, auf ihre Frauenrolle zugeschnittenen Text. Zu jener Zeit konnte in den USA eine Frau keine Sozialhilfe beanspruchen, wenn sie mit einem Mann zusammenlebte. Deshalb geht es in ihrer Version um eine Frau, die dennoch Sozialhilfe bezieht und sie ihrem (inoffiziellen) Mann überlässt, wenn er nach Hause kommt. Dann ist alles, was sie erwartet, ein wenig Respekt. Franklins Version ist in C-Dur gehalten, sie buchstabiert den Titel zur Erhöhung der Spannung. Ihre Coverversion übertrifft den Erfolg des Originals bei Weitem.
Zunächst lediglich Teil von Franklins Album I Never Loved a Man the Way I Love You (Katalognummer: Atlantic 8139), erhielt auch Respect neben dem Titelsong reges Airplay, sodass sich Atlantic Records entschloss, auch Respect als Single auf den Markt zu bringen. Nach Veröffentlichung der Single Respect / Dr. Feelgood (ATL 70 210) am 14. April 1967 erreicht sie den ersten Rang sowohl der R&B- (für acht Wochen) als auch der Pophitparade (zwei Wochen) und brachte es zum Millionenseller mit deutlich über einer Million verkaufter Exemplare.

#### Rezeption
Erst die Fassung von Aretha Franklin ermöglichte dem Titel einen größeren Bekanntheitsgrad. Er wurde deshalb von der feministischen Bewegung aufgegriffen und machte Franklin zum internationalen Soul-Star. Respect gehört zu den Songs, die als trendsetzend und repräsentativ für die 1960er Jahre bezeichnet werden. Er kam in vielen Filmen vor und gehört zu den Evergreens. Obwohl sie nach Respect zahlreiche Erfolge hatte, wurde der Titel zu Franklins Markenzeichen und ihre bekannteste Aufnahme. I Never Loved a Man the Way I Love You wurde 2002 auf Rang 83 in der Liste der 500 besten Alben aller Zeiten des Rolling Stone-Magazines gewählt. Zwei Jahre später kam Respect auf Rang 5 der Liste der 500 besten Songs aller Zeiten. Der Song ist Teil der Liste The Rock and Roll Hall of Fame’s 500 Songs that Shaped Rock and Roll.
Franklins Coverversion wurde u. a. in dem Film Der 200 Jahre Mann wiedergegeben.
Aretha Franklin erhielt im Jahr 1968 für Respect zwei Grammy Awards für die „Beste Rhythm & Blues Aufnahme“ und den „Besten Rhythm & Blues Soloauftritt einer Frau“. Er wurde 1998 in die Grammy Hall of Fame aufgenommen. Am 27. Januar 2003 ehrte die Library of Congress Franklins Version, indem sie sie der National Recording Registry hinzufügte. Der Song ist seit 2021 auf Rang 1 der Liste des Rolling Stone-Magazins der 500 besten Songs aller Zeiten. Er ist auch Teil der Liste Songs of the Century der Plattenindustrie Amerikas und des NEA.
Aretha Franklin durfte ihren Erkennungssong auf der Geburtstagsparty von US-Präsident Bill Clinton am 19. August 1996 singen.
Am Ende seiner Kanzlerschaft im Jahr 2025 wählte Olaf Scholz Respect als einen von drei Musiktiteln für den zu seinen Ehren veranstalteten Großen Zapfenstreich.

#### Kommerzieller Erfolg

##### Chartplatzierungen
| ChartsChartplatzierungen       | Höchstplatzierung | Wochen |
| ------------------------------ | ----------------- | ------ |
| Deutschland (GfK)              | 23 (8 Wo.)        | 8      |
| Österreich (Ö3)                | 17 (4 Wo.)        | 4      |
| Schweiz (IFPI)                 | 36 (1 Wo.)        | 1      |
| Vereinigte Staaten (Billboard) | 1 (12 Wo.)        | 12     |
| Vereinigtes Königreich (OCC)   | 10 (15 Wo.)       | 15     |

| ChartsJahrescharts (1967)      | Platzierung |
| ------------------------------ | ----------- |
| Vereinigte Staaten (Billboard) | 13          |

##### Auszeichnungen für Musikverkäufe
| Land/Region                  | Auszeichnungen für Musikverkäufe (Land/Region, Auszeichnung, Verkäufe) | Verkäufe  |
| ---------------------------- | ---------------------------------------------------------------------- | --------- |
| Dänemark (IFPI)              | Gold                                                                   | 45.000    |
| Italien (FIMI)               | Platin                                                                 | 100.000   |
| Neuseeland (RMNZ)            | 2× Platin                                                              | 60.000    |
| Spanien (Promusicae)         | Platin                                                                 | 60.000    |
| Vereinigte Staaten (RIAA)    | Gold                                                                   | 1.000.000 |
| Vereinigtes Königreich (BPI) | 2× Platin                                                              | 1.200.000 |
| Insgesamt                    | 2× Gold · 6× Platin ·                                                  | 2.465.000 |

## Weitere Coverversionen
Das Musikprojekt 1,000 Days, 1,000 Songs veröffentlichte den Titel im Mai 2017 auf seiner Website als Protest gegen die Politik von US-Präsident Donald Trump.
Der BMI zufolge sind 18 Versionen des Titels registriert, der Song wurde mit einem BMI-Award ausgezeichnet. Coverinfo listet sogar 38 Fassungen. Weniger bekannte Versionen stammen von regionalen Gruppen wie der Michiganer Garage-Rockband The Rationals, deren 1966er Version bei Radiostationen in Detroit gespielt wurde und der Veröffentlichung von Aretha Franklins Version ein Jahr zuvorkam. The Vagrants, eine New Yorker Blue-Eyed Soul-Gruppe von Long Island, nahmen 1967 eine Version von Respect auf, die in den Oststaaten zu kleinerem Erfolg kam. Die Rotary Connection griff ebenfalls den Song auf, den sie 1969 für Chess Records aufnahm. Die Dexys Midnight Runners fügten den Song immer wieder in ihre Live-Auftritte mit ein und haben mindestens zwei Live-Versionen hiervon aufgenommen (z. B. BBC In Concert vom 30. Mai 1981). Eine House-Version wurde 1989 von der Sängerin Adeva aufgenommen und kam auf Rang 17 in den UK Top 40. Der Song wurde von der baskischen Fusionrock-Band Negu Gorriak kopiert und als Errespetua (Respect auf Baskisch) in das 1996er Coveralbum Salam, agur eingefügt. Nach der Auflösung der Band fuhr Sänger Fermin Muguruza fort, seine Version des Songs in einigen seiner Soloprojekte zu spielen und es trat als Schlusslied seines Live-Albums Kontrabanda - Barcelona, Apolo 2004-I-21 auf. Joy Fleming hat im September 1975 eine deutsche Version unter dem Titel Geld herausgebracht (Text: Michael Kunze), die jedoch die deutsche Hitparade verfehlte.